# Kalibak
Kalibak, también conocido como Kalibak el Cruel y el Azote de Apokolips, es un supervillano que aparece en los cómics publicados por DC Comics. Es el hijo mayor de Darkseid, hermanastro de Orión y Grayven, y enemigo de Superman y la Liga de la Justicia.
Creado por Jack Kirby, debutó con el resto de los Nuevos Dioses, apareciendo por primera vez en New Gods #1 (febrero de 1971) en la época llamada la Edad de Plata de los cómics. Es representado original y recurrentemente como el hijo salvaje y bruto de Darkseid que comúnmente busca su afecto, así como segundo al mando de Apokolips y rival de otro de los hijos de Darkseid, Orión. El nombre de Kalibak, así como su aspecto y carácter, derivan de Calibán, un personaje de La Tempestad de William Shakespeare.

## Historia ficticia
Kalibak es el primogénito de Darkseid y Suli. Su madre Suli fue asesinada por DeSaad, que actuaba bajo las órdenes de la abuela de Kalibak, la reina Heggra. Kalibak se convierte en un guerrero legendario y a menudo actúa como segundo al mando de Darkseid. Cuando Darkseid rompe el pacto de paz con Nuevo Génesis, el planeta rival del Apokolips natal de Kalibak, éste ayuda a su padre en las batallas resultantes.
Kalibak se enfrenta a menudo a Orión y, tras numerosos enfrentamientos, se enteran de que son medio hermanos. Esto alimenta el odio de Kalibak hacia Orión a nuevos niveles, ya que Darkseid claramente respeta a Orión más que a su primogénito. A diferencia de Orión, Kalibak anhela en secreto el amor y el respeto de su padre—algo que ni él ni nadie puede esperar alcanzar jamás—y se ha demostrado que tiene un lado amable que está completamente sumergido bajo su brutal exterior, y que mantiene constante y temerosamente oculto porque en Apokolips, cualquier signo de debilidad es objeto del castigo más cruel.
Por su parte, Darkseid es más indulgente con los fracasos de Kalibak que con los de sus otros siervos; tras matarlo, siempre lo devuelve a la vida. Se da a entender que esto se debe a que su hijo mayor es el vástago de la única persona a la que Darkseid amó de verdad, además de ser uno de los pocos de sus seguidores que le son auténticamente leales.
En un momento dado, Kalibak llegó a estar lo bastante desesperado como para confrontar a Orión sin el consentimiento de Darkseid. El plan de Kalibak se desbarata y mata a su cómplice DeSaad, también siervo de Darkseid, para cubrir sus huellas. Darkseid se molestó al enterarse y redujo a su hijo a un montón de cenizas. Cuando pasó el tiempo suficiente, Darkseid resucitó a Kalibak, con la esperanza de que el chico hubiera aprendido la lección.
Posteriormente, Kalibak pasa algún tiempo en una prisión de Apokolips, por orden de Darkseid. En Orion nº 1 (junio de 2000), Darkseid se encuentra en la Tierra cuando Orión invade Apokolips. Justeen, un siervo de DeSaad, libera a Kalibak para que luche de nuevo contra Orión. Kalibak es derrotado rápidamente, pero no le importa demasiado, ya que Orión se marcha para luchar contra Darkseid y Kalibak espera ganar poder como resultado.
Durante el incidente de Génesis, las fuerzas de Apokolips, incluyendo a Kalibak, invaden la Tierra. En Young Heroes in Love #5, Kalibak y su pequeño escuadrón de Parademons son derrotados por el líder de los Jóvenes Héroes, Hard Drive, que tiene poderes de telepatía y telequinesis.
Kalibak muere a manos de su tío Infinity-Man, que ha estado asesinando a los residentes de Apokolips y Nueva Génesis como agente del Muro de la Fuente en la historia Death of the New Gods (Muerte de los Nuevos Dioses).
En Crisis Final, la nueva versión del Quinto Mundo y humana de Kalibak aparece junto a Darkseid (que se hace llamar Dark Side o Lado Oscuro), aparentemente renacido en una nueva forma junto a su padre y un Kanto ahora humano. Más tarde, esta forma es sustituida por una forma humanoide similar a la de un tigre, diseñada por Simyan y Mokkari. Se le ve devorando a un Linterna Verde llamado Opto. Dirige un regimiento de soldados tigre contra los héroes en Blüdhaven, pero muere en combate contra Tawky Tawny. Antes de morir, suplica ayuda a sus soldados, pero estos se niegan porque sólo siguen a los fuertes. A continuación, se inclinan ante Tawny mientras Kalibak muere.
En The New 52 (un reinicio del universo de DC Comics en 2011), Kalibak es un fiel seguidor de Darkseid, apoyándole en una guerra contra el Antimonitor. Tiene problemas para matar a los soldados de Apokolips que se interponen literalmente entre él y el enemigo.

## Poderes y habilidades
Kalibak es un guerrero legendario, muy respetado y temido por su salvajismo en combate y su brutal personalidad. Kalibak posee altos niveles de fuerza, resistencia y durabilidad sobrehumanas. A pesar de su corpulencia, es sorprendentemente rápido y ágil. Como todos los seres del Cuarto Mundo, es inmortal. Kalibak es un combatiente cuerpo a cuerpo altamente entrenado, conocido en Apokolips por su salvajismo. Va armado con un Beta-Club (Beta-garrote), un arma que dispara rayos de fuerza o rayos nerviosos que causan a los seres vivos un dolor agonizante incomprensible. El arma es casi indestructible, si bien Orión la destruyó una vez con la ayuda de Lightray. También puede invocar y utilizar aerodiscos que le permiten volar. Kalibak también tiene acceso a armas de destrucción masiva de alta tecnología. 
Físicamente, Kalibak es uno de los dioses más fuertes de Apokolips y el más leal a Darkseid. Esto es lo que convierte a Kalibak en un miembro indispensable de la Élite de Darkseid. Kalibak posee niveles increíbles de fuerza sobrehumana, casi a la par de los de Superman, Orión e incluso el propio Darkseid. En una ocasión, y en un esfuerzo por conseguir la Ecuación de la Vida de manos de un portador elemental, Darkseid dotó a su hijo de una fuerza y una amenaza enormemente aumentadas, lo que le permitió superar físicamente en combate a su hermano Orión, que antes era mucho más fuerte, e incluso le concedió la habilidad de los rayos psi, un efecto Omega parecido a una explosión psiónica que provoca en las mentes una agonía mental cegadora.

## Versiones alternativas
En los cómics relacionados con Injustice: Gods Among Us, Kalibak viaja a la Tierra después de que Superman convoque un tratado de paz en el que le ataca. Tras derrotar al Parademon que va con Kalibak, Superman se enfrenta a Kalibak en batalla. Cuando Kalibak afirma que es un dios, Superman afirma que no le importa y mata a Kalibak. Darkseid se muestra molesto con la muerte de su hijo, lo que provoca que busque venganza en Injustice 2.

## En otros medios
- Kalibak aparece en Súper Amigos. Esta versión no es tan bruta como encarnaciones posteriores y, en general, es mostrado fanfarrón, torpe e ineficaz contra los héroes.
- Kalibak ha hecho múltiples apariciones en el Universo Animado de DC (DCAU).
- Kalibak ha hecho numerosas apariciones en Superman: The Animated Series como enemigo recurrente de Superman.
- Kalibak aparece en los episodios de la Liga de la Justicia «Twilight» y «Hereafter». En este último, se une al Escuadrón de la Venganza de Superman en un complot para matar a Superman, pero es derrotado por Lobo.
- Kalibak aparece en el episodio de la Liga de la Justicia Ilimitada «The Ties That Bind». La muerte de Darkseid creó una lucha de poder en Apokolips, en la que ambos bandos intentaron reclutar a Kalibak para su causa. Mister Miracle, Big Barda, Detective Marciano y Flash lo liberan de la prisión de X-Pit y lo encarcelan en la Tierra, donde ninguno de los bandos puede utilizarlo.
- Kalibak aparece en Batman: The Brave and the Bold.
- Kalibak aparece en el episodio de Justice League Action «Superman's Pal, Sid Sharp». Esta versión habla como un cavernícola y es aún más torpe que su versión de los cómics.
- Kalibak aparece en Young Justice: Outsiders.

### Películas
- Una versión de Kalibak en un universo alternativo aparece en un cameo sin voz en Liga de la Justicia: Dioses y monstruos.

### Juegos
- Kalibak aparece como un jefe en DC Universe Online.

### Lego
- Kalibak aparece como personaje jugable en Lego Batman 3: Beyond Gotham.[20]
- Kalibak aparece en Lego DC Super-Villains.[21]